# 서울 청룡사 감로도
서울 청룡사 감로도(서울 靑龍寺 甘露圖)는 서울특별시 종로구 청룡사에 있는 대한제국시대의 불화이다. 2005년 12월 29일 서울특별시의 유형문화재 제204호로 지정되었다.

## 개요

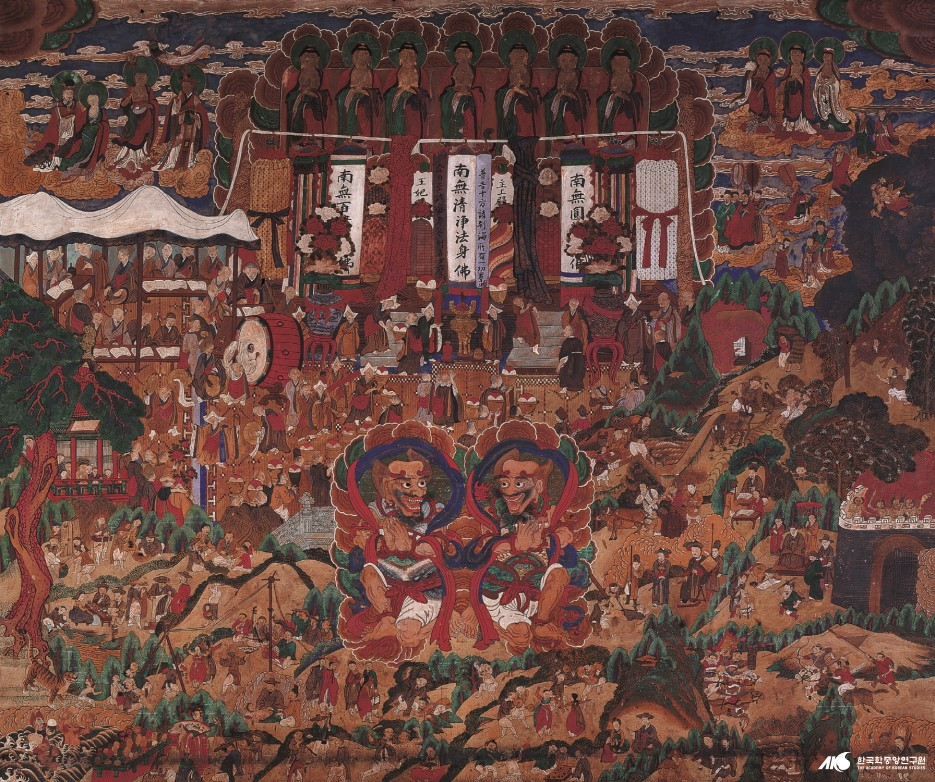
청룡사 감로도.

청룡사 감로도는 19세기 중엽 이후 서울･경기 지역에서 유행한 감로왕도의 전형적인 도상을 보여주는 작품으로, 당시의 재의식과 생활상을 충실히 묘사하였다. 상단에는 7여래가 합장을 한 채 나란히 서 있으며, 좌측에는 아미타삼존 일행이 구름을 타고 내영(來迎)하는 모습과 왕후장상, 선왕선후, 북채를 든 뇌신, 우측에는 지장삼존(지장보살･도명존자･무독귀왕)과 인로왕보살이 내영하는 모습이 묘사되어 있다.
이 감로도는 1898년 경선 응석(慶船 應釋)을 증명(證明)으로 하여 화사 종운(宗運)이 그린 것으로 전해지는 수락산 감로도(1868년)를 비롯하여 경국사 감로도(1887년), 불암사 감로도(1890년), 봉은사 감로도(1892년), 보광사 감로도(1898년) 등과 함께 19세기 후반 이후 서울,경기 지역에서 유행한 감로도의 도상을 대표하는 작품이다.
조성 당시 불교의 재의식 장면을 비롯하여 서민들의 생활상 등이 잘 표현되어 있는 작품이다.

## 참고 문헌
- 청룡사 감로도 - 국가유산청 국가유산포털